# 方式济
方式济（？—1717年），字屋源，一作渥源，號沃園。安徽桐城人。
工部主事方登嶧之子。七歲喪母，依父客居金陵。幼好學，日夜攻讀，康熙四十八年（1709年）中進士，授内阁中书。康熙五十年（1711年），方登嶧因《南山集》牽連得罪。康熙五十二年底，登嶧家共四人赴戍黑龙江卜奎（齊齊哈爾），方式濟在焉。为照料老父，式濟卖尽衣物，賄賂邊帥，父子得以同爨。穷居边塞，饱尝人世艰辛。康熙五十六年（1717年）二月，病死卜魁城，年四十二。在戍所著成《龍沙紀略》。有子方觀承。